# Tillbaka till Samtiden
Tillbaka Till Samtiden é o sétimo álbum de estúdio da banda sueca Kent. O título pode ser traduzido para "De volta para o presente", uma brincadeira com o título traduzido do filme De volta para o futuro (Tillbaka till framtiden). Foi lançado no dia 17 de outubro de 2007, mas muitas lojas começaram a sua venda cinco dias antes, devido ao vazamento do disco na internet.

## Faixas
1. "Elefanter" (5:21)
2. "Berlin"  (4:36)
3. "Ingenting" (4:17)
4. "Vid din sida" (4:58)
5. "Columbus"  (4:29)
6. "Sömnen" (4:08)
7. "Vy från ett luftslott" (4:25)
8. "Våga vara rädd" (4:00)
9. "LSD, någon?" (4:20)
10. "Generation ex" (4:30)
11. "Ensammast i Sverige" (8:20)

## Singles
- "Ingenting" (2007-set-17)
- "Columbus" (2007-nov-20)
- "Generation Ex" (2008-abr-9)
- "Vy Från Ett Luftslott" (2008-jul-2)